# تاكيو ياسودا
تاكيو ياسودا (باليابانية: 安田武雄؛ بالكانا: やすだ たけお) هو عسكري ياباني، ولد في 16 يناير 1889 في أوكاياما في اليابان، وتوفي في 23 أغسطس 1964.